# Пестряки тусклые
Пестряки тусклые (лат. Opilo) — род жесткокрылых насекомых семейства пестряков.

## Описание
Челюстные и нижнегубные щупики с большим топоровидным последним члеником. Усики длинные и тонкие, постепенно слабо расширяются по направлению к вершине.

## Экология
Жуки и личинки питаются личинками и имаго капюшонников и долгоносиков.

## Систематика
В составе рода:
- Opilo abeillei Korge, 1960
- Opilo domesticus (Sturm, 1837)
- Opilo mollis (Linnaeus, 1758)
- Opilo pallidus (Olivier, 1795)
- Opilo taeniatus (Klug, 1842)